# Lagerstroemia hexaptera
Lagerstroemia hexaptera är en fackelblomsväxtart som beskrevs av Friedrich Anton Wilhelm Miquel. Lagerstroemia hexaptera ingår i släktet Lagerstroemia och familjen fackelblomsväxter. Inga underarter finns listade i Catalogue of Life.